# مريم حبش
مريم حبش سانتوتسي (مواليد 26 يناير 1996) عارضة أزياء وملكة جمال فنزويلية سابقة بعد تتويجها بلقب ملكة جمال فنزويلا 2015 , ومثلت فنزويلا في مسابقة ملكة جمال الكون 2016 .

## روابط خارجية
- موقع ملكة جمال فنزويلا الرسمي
- مريم حبش على إنستغرام